# You, the Living
You, the Living (Du levande) è un film del 2007 scritto e diretto da Roy Andersson.
È stato presentato nella sezione Un Certain Regard al 60º Festival di Cannes.
Il titolo è tratto da una strofa delle Elegie romane di Johann Wolfgang von Goethe, citata per intero all'inizio del film, in inglese nella versione internazionale: Therefore rejoice, you, the living, in your lovely warm bed, until Lethe's cold wave wets your fleeing foot.

## Trama
In una serie di scene, più o meno brevi, si succedono situazioni che coinvolgono vari personaggi che in alcuni casi vediamo ripresentarsi, in altri si intrecciano tra di loro. Alcune scene vedono i protagonisti rivolgersi direttamente allo spettatore e raccontare la propria vicenda. In due casi, in particolare, il protagonista ci racconta di un proprio sogno.
Un carpentiere sogna di essere invitato ad un pranzo di gala nel quale si rende protagonista di un'improvvisata, quella di sfilare la tovaglia da una grande tavola imbandita con un servizio in porcellana antico di più di 200 anni. L'impresa finisce male e il servizio è distrutto, tanto che la famiglia proprietaria porta l'uomo in tribunale, dove, in un clima surreale, lo stesso è condannato a morte sulla sedia elettrica.
Una ragazza, innamorata di un musicista di una band, vistolo in un'osteria lo approccia e lo conosce, ma poi riceve una delusione quando lui le dà un appuntamento. Ciononostante lei fa un sogno in cui ha sposato il chitarrista ed è in viaggio di nozze con lei. I due si trovano in un treno che è in realtà una casa. Fermatisi ad una stazione vengono acclamati da una folla di sconosciuti che ne festeggia le nozze. Così lui le dedica un assolo e, felici, se ne ripartono sul treno/casa.
Vi sono poi una donna depressa che non muta il suo umore di fronte a diverse cose che le succedono. Un anziano psicologo disincantato che ormai non ascolta più nessuno e prescrive solo farmaci. Un uomo di affari che volendosi dare una spuntatina ai capelli prima di un grande appuntamento, viene rasato a zero da un barbiere immigrato, anche lui con dei problemi personali. Poi nella riunione di affari il capo ha un infarto e successivamente se ne celebra il funerale. Al funerale suona un'orchestrina in cui troviamo un personaggio ricorrente. Poi una coppia intenta a litigare finisce per compromettere i rispettivi lavori.
La scena finale mostra una grande città su cui incombe l'ombra di un gran numero di bombardieri che la stanno sorvolando, chiudendo il cerchio con una frase in cui proprio all'inizio una persona diceva di aver sognato qualcosa del genere.

## Produzione
Per precisa volontà del regista la maggior parte degli interpreti non sono attori professionisti.

## Riconoscimenti
- Guldbagge 2008
  - miglior film
  - miglior regista a Roy Andersson
  - miglior sceneggiatura a Roy Andersson
- Nordic Council Film Prize 2008